# James Stewart
James Maitland Stewart (n. 20 mai 1908, Indiana⁠(d), Pennsylvania, SUA – d. 2 iulie 1997, Beverly Hills, California, SUA) a fost un actor american de origine scoțiană . A fost de profesie arhitect (a studiat arhitectura la Universitatea Princeton), până să descopere actoria.
Primele sale roluri au fost în muzicaluri pe Broadway. Prestația sa a atras atenția celor de la MGM, care îi oferă un contract. Astfel, în 1935, James Stewart apare pentru prima dată în distribuția unui film. Colaborările cu Frank Capra îi vor aduce faima (You Can't Take It With You) și prima nominalizare la Oscar (Mr. Smith Goes to Washington). A urmat apoi și primul Oscar câștigat, în 1940, pentru filmul Poveste din Philadelphia.

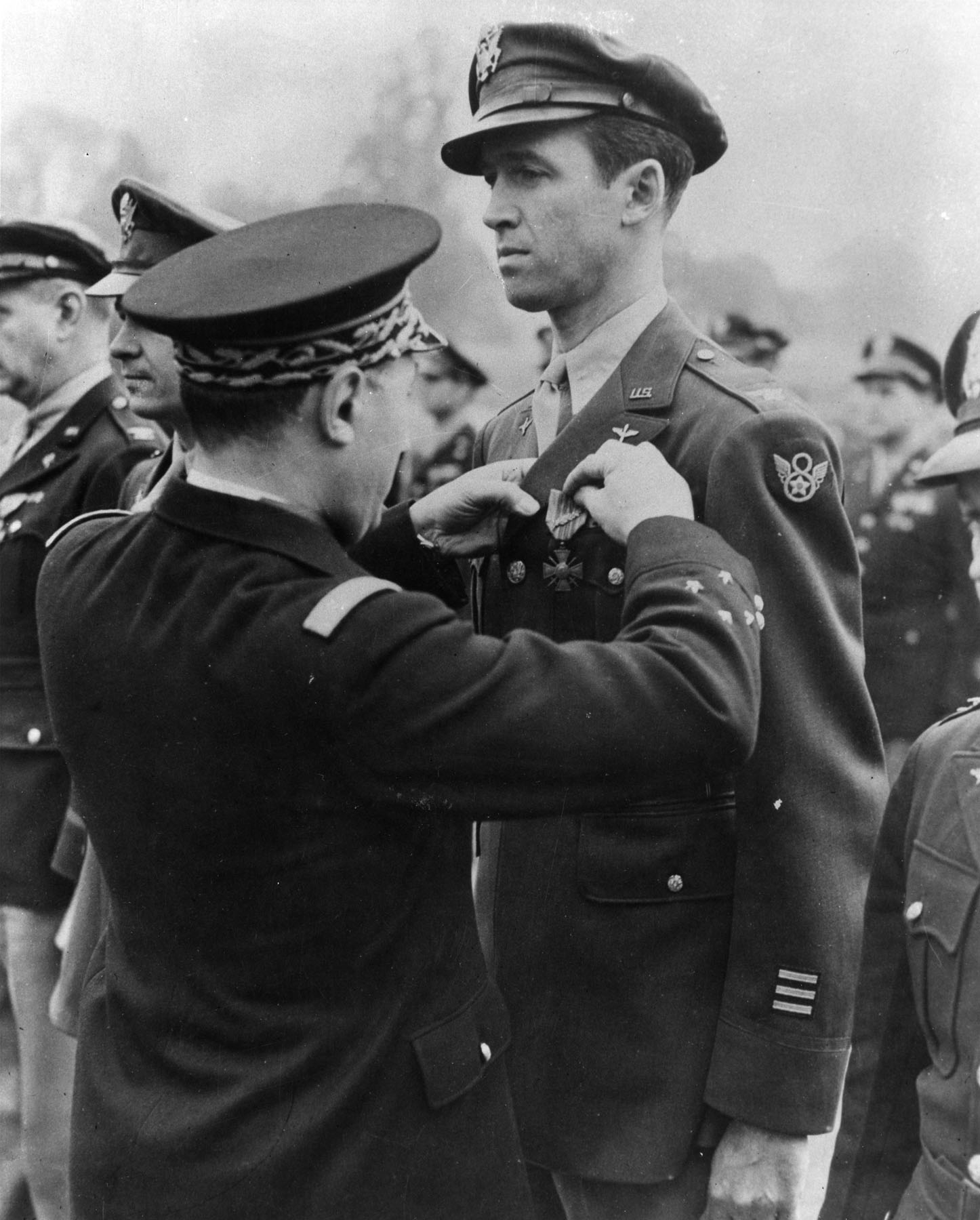
James Stewart primind medalia Croix De Guerre

După decembrie 1941, odată cu atacul de la Pearl Harbor, SUA intră în război. Jimmy se înrolează în aviația militară americană, până la sfârșitul războiului avansează până la gradul de colonel. Pentru meritele sale din timpul războiului este răsplătit cu mai multe medalii și decorații (Air Medal, Distinguished Flying Cross, Croix de Guerre și 7 Battle Stars). Ulterior va fi avansat la gradul de general de brigadă. Va lupta și în războiul din Vietnam. În 1968 se retrage din armată după 27 de ani.
După al doilea război mondial joacă rolul lui George Bailey în faimosul film It's a Wonderful Life. În anii '50 Jimmy a făcut parte adesea din distribuția western-urilor lui John Ford și Anthony Mann, respectiv din cea a filmelor de suspans ale lui Alfred Hitchcock.
A fost răsplătit și cu câte un Oscar și un Glob de aur pentru întreaga activitate.

## Colaborări
Jimmy Stewart a avut colaborări fructuoase cu regizorii: 
- Frank Capra -  You Can't Take It with You (1938), Mr. Smith Goes to Washington (1939) și It's a Wonderful Life (1946)
- Alfred Hitchcock - Rope (1948), Rear Window (1954), The Man Who Knew Too Much (1956) și Vertigo (1958)
- John Ford - Two Rode Together (1961), How the West Was Won (1962), The Man Who Shot Liberty Valance (1962) și Cheyenne Autumn (1964)
- Anthony Mann - Winchester '73 (1950), Bend of the River (1952), The Glenn Miller Story (1953), The Naked Spur (1953), Thunder Bay (1953), The Far Country (1954), Strategic Air Command (1955) și The Man from Laramie (1955)

## Premii

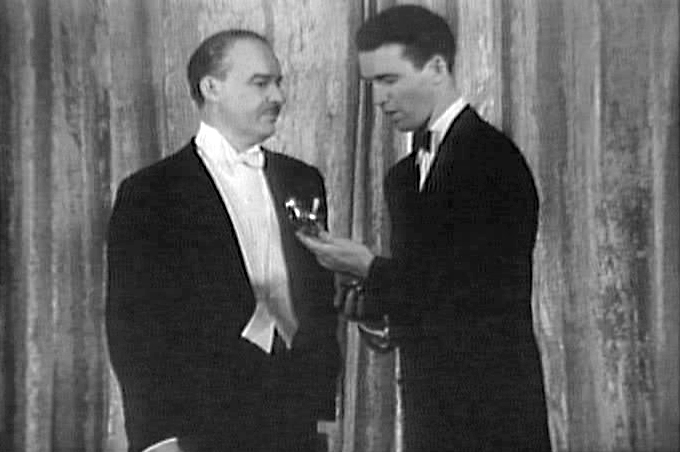
James Stewart primind premiul Oscar

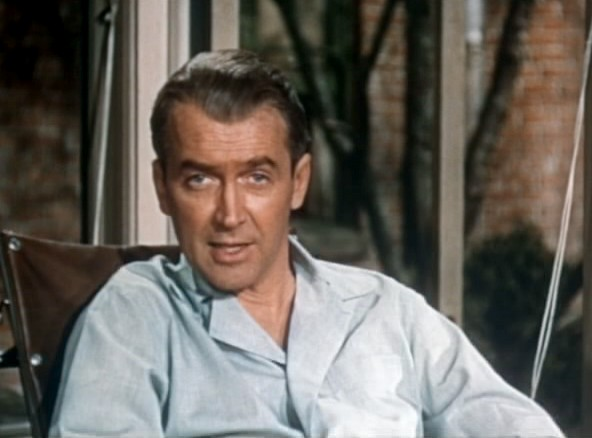
Rear Window

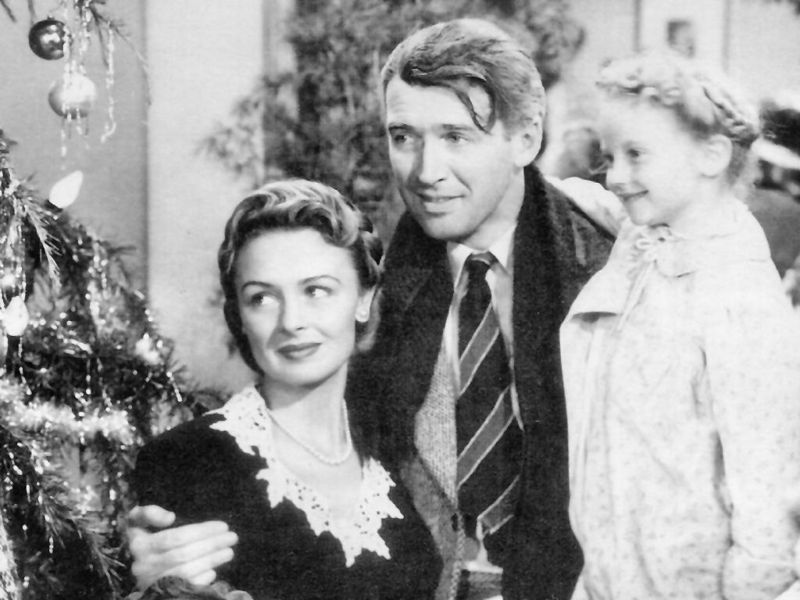
It's A Wonderful Life

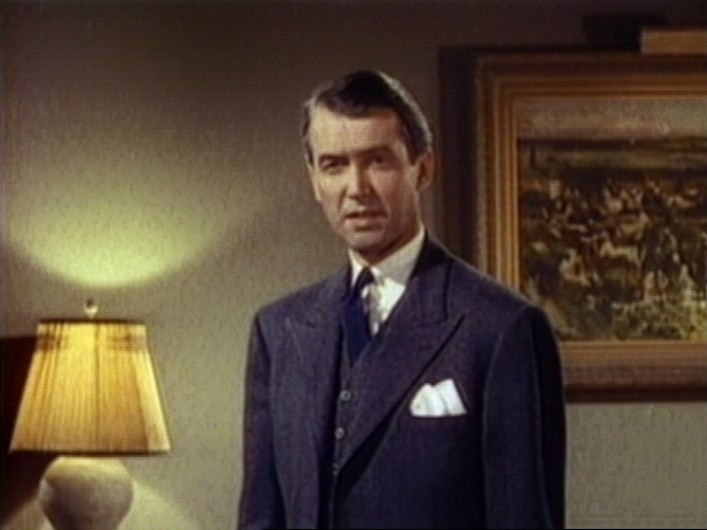
Rope

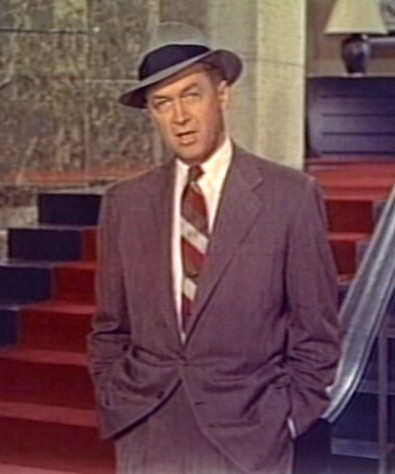
The Man Who Knew Too Much

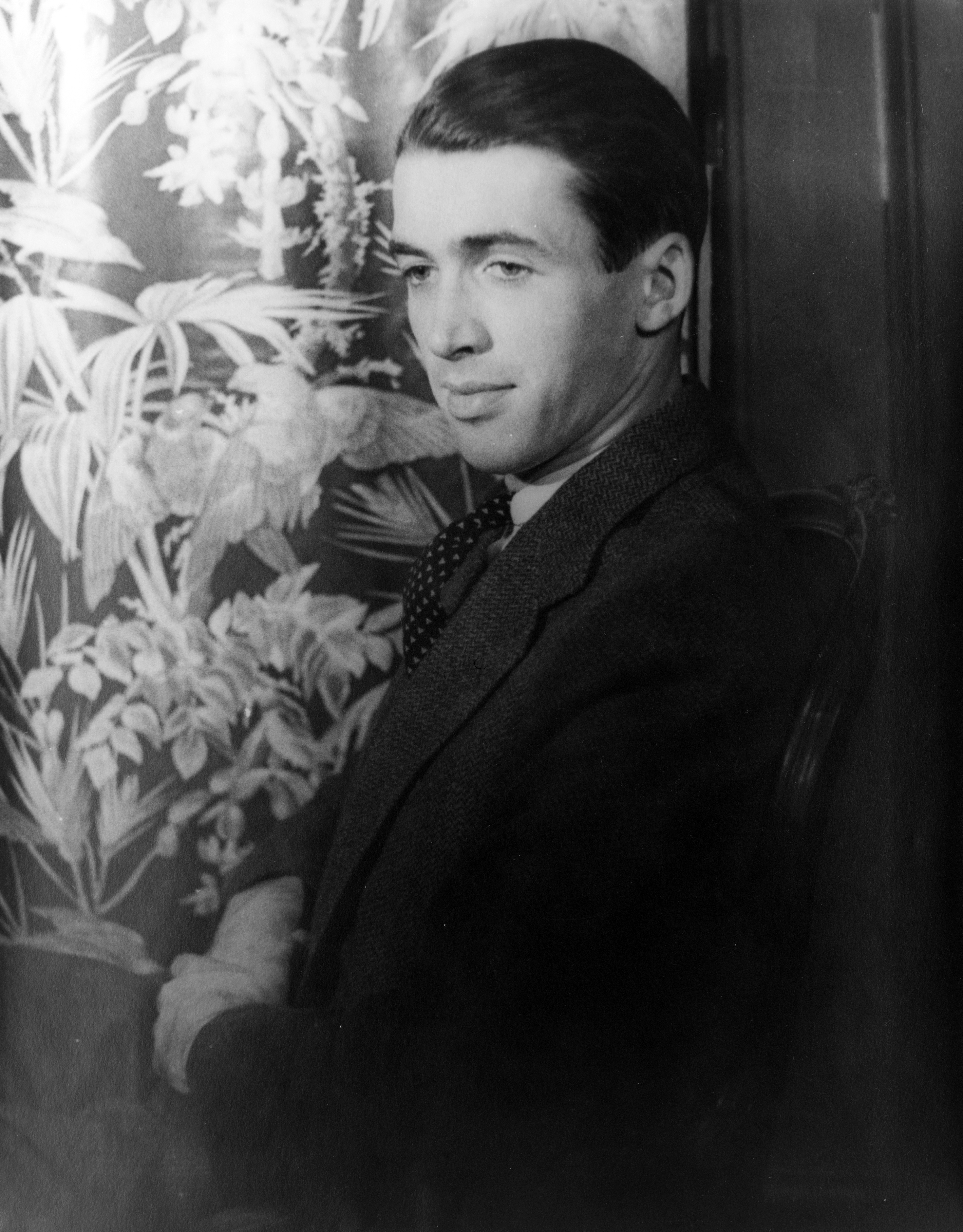
James Stewart în 1934

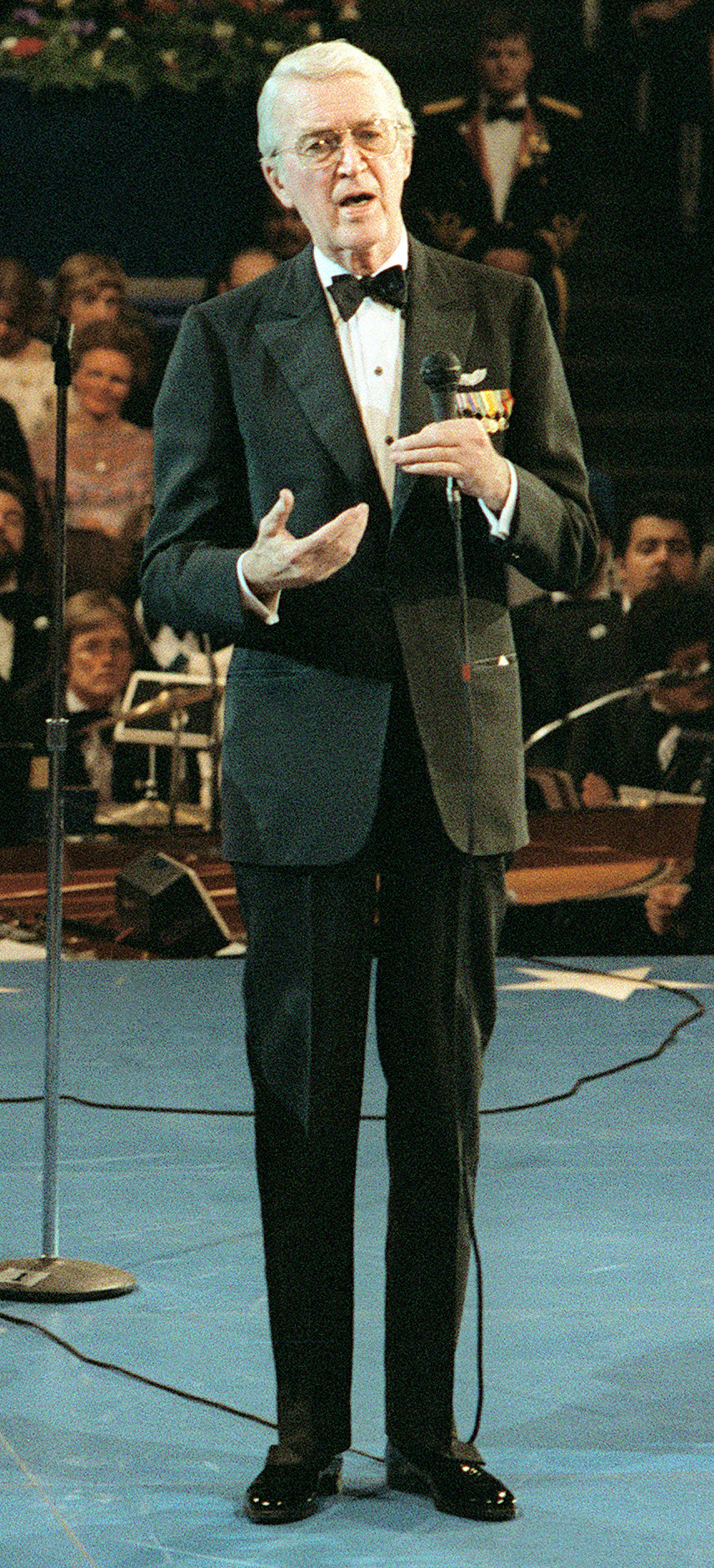
James Stewart în 1981

| An            | Premiu                            | Film                         | Câștigat? |
| ------------- | --------------------------------- | ---------------------------- | --------- |
| Oscar         |                                   |                              |           |
| 1940          | Cel mai bun actor                 | Mr. Smith Goes to Washington | Nu        |
| 1941          | Cel mai bun actor                 | The Philadelphia Story       | Da        |
| 1946          | Cel mai bun actor                 | It's a Wonderful Life        | Nu        |
| 1951          | Cel mai bun actor                 | Harvey                       | Nu        |
| 1960          | Cel mai bun actor                 | Anatomy of a Murder          | Nu        |
| 1985          | Premiul onorific                  | pentru întreaga activitate   | Da        |
| BAFTA         |                                   |                              |           |
| 1955          | Cel mai bun actor străin          | The Glenn Miller Story       | Nu        |
| 1960          | Cel mai bun actor străin          | Anatomy of a Murder          | Nu        |
| Globul de aur |                                   |                              |           |
| 1951          | Cel mai bun actor într-o dramă    | Harvey                       | Nu        |
| 1965          | Premiul Cecil B. DeMille          | pentru întreaga activitate   | Da        |
| 1974          | Cel mai bun actor TV într-o dramă | Hawkins                      | Da        |

## Filmografie
| An   | Film                               | Rol                                  |
| ---- | ---------------------------------- | ------------------------------------ |
| 1935 | The Murder Man                     | Shorty                               |
| 1936 | Rose-Marie                         | John Flower                          |
| 1936 | Next Time We Love                  | Christopher Tyler                    |
| 1936 | Wife vs. Secretary                 | Dave                                 |
| 1936 | Small Town Girl                    | Elmer                                |
| 1936 | Speed                              | Terry Martin                         |
| 1936 | The Gorgeous Hussy                 | Roderick "Rowdy" Dow                 |
| 1936 | Born to Dance                      | Ted Barker                           |
| 1936 | After the Thin Man                 | David Graham                         |
| 1937 | Seventh Heaven                     | Chico                                |
| 1937 | The Last Gangster                  | Paul North Sr.                       |
| 1937 | Navy Blue and Gold                 | John "Truck" Cross/John Cross Carter |
| 1938 | Of Human Hearts                    | Jason Wilkins                        |
| 1938 | Vivacious Lady                     | Prof. Peter Morgan Jr.               |
| 1938 | The Shopworn Angel                 | Pvt. William "Texas" Pettigrew       |
| 1938 | You Can't Take It With You         | Tony Kirby                           |
| 1939 | Made for Each Other                | John Horace "Johnny" Mason           |
| 1939 | The Ice Follies of 1939            | Larry Hall                           |
| 1939 | It's a Wonderful World             | Guy Johnson                          |
| 1939 | Mr. Smith Goes to Washington       | Jefferson Smith                      |
| 1939 | Destry Rides Again                 | Thomas Jefferson Destry Jr.          |
| 1940 | The Shop Around the Corner         | Alfred Kralik                        |
| 1940 | The Mortal Storm                   | Martin Breitner                      |
| 1940 | No Time for Comedy                 | Gaylord "Gay" Esterbrook             |
| 1940 | The Philadelphia Story             | Macaulay "Mike" Connor               |
| 1941 | Come Live with Me                  | Bill Smith                           |
| 1941 | Pot o' Gold                        | James Hamilton "Jimmy" Haskel        |
| 1941 | Ziegfeld Girl                      | Gilbert "Gil" Young                  |
| 1946 | It's a Wonderful Life              | George Bailey                        |
| 1947 | Magic Town                         | Lawrence "Rip" Smith                 |
| 1948 | Call Northside 777                 | P.J. McNeal                          |
| 1948 | On Our Merry Way                   | Slim                                 |
| 1948 | Rope                               | Rupert Cadell                        |
| 1948 | You Gotta Stay Happy               | Marvin Payne                         |
| 1949 | The Stratton Story                 | Monty Stratton                       |
| 1949 | Malaya                             | John Royer                           |
| 1950 | Winchester '73                     | Lin McAdam                           |
| 1950 | Broken Arrow                       | Tom Jeffords                         |
| 1950 | Harvey                             | Elwood P. Dowd                       |
| 1950 | The Jackpot                        | Bill Lawrence                        |
| 1951 | No Highway in the Sky              | Theodore Honey                       |
| 1952 | The Greatest Show on Earth         | Buttons                              |
| 1952 | Bend of the River                  | Glyn McLyntock                       |
| 1952 | Carbine Williams                   | David Marshall "Marsh" Williams      |
| 1953 | The Naked Spur                     | Howard Kemp                          |
| 1953 | Thunder Bay                        | Steve Martin                         |
| 1953 | The Glenn Miller Story             | Glenn Miller                         |
| 1954 | Rear Window                        | L.B. "Jeff" Jeffries                 |
| 1954 | The Far Country                    | Jeff Webster                         |
| 1955 | Strategic Air Command              | Lt. Col. Robert "Dutch" Holland      |
| 1955 | The Man from Laramie               | Will Lockhart                        |
| 1955 | Artists and Models                 | Man on balcony                       |
| 1956 | The Man Who Knew Too Much          | Dr. Ben McKenna                      |
| 1957 | The Spirit of St. Louis            | Charles Augustus "Slim" Lindbergh    |
| 1957 | Night Passage                      | Grant McLaine                        |
| 1958 | Vertigo                            | Det. John "Scottie" Ferguson         |
| 1958 | Bell Book and Candle               | Shepherd "Shep" Henderson            |
| 1959 | Anatomy of a Murder                | Paul Biegler                         |
| 1959 | The FBI Story                      | John Michael "Chip" Hardesty         |
| 1960 | The Mountain Road                  | Major Baldwin                        |
| 1961 | Two Rode Together                  | Marshal Guthrie McCabe               |
| 1962 | The Man Who Shot Liberty Valance   | Ransom Stoddard                      |
| 1962 | Mr. Hobbs Takes a Vacation         | Roger Hobbs                          |
| 1962 | How the West Was Won               | Linus Rawlings                       |
| 1963 | Take Her, She's Mine               | Frank Michaelson                     |
| 1964 | Cheyenne Autumn                    | Wyatt Earp                           |
| 1965 | Dear Brigitte                      | Prof. Robert Leaf                    |
| 1965 | Shenandoah                         | Charlie Anderson                     |
| 1965 | The Flight of the Phoenix          | Capt. Frank Towns                    |
| 1966 | The Rare Breed                     | Sam Burnett                          |
| 1968 | Firecreek                          | Johnny Cobb                          |
| 1968 | Bandolero!                         | Mace Bishop                          |
| 1970 | The Cheyenne Social Club           | John O'Hanlan                        |
| 1971 | Fools' Parade                      | Mattie Appleyard                     |
| 1976 | The Shootist                       | Dr. E.W. Hostetler                   |
| 1977 | Airport '77                        | Philip Stevens                       |
| 1978 | The Big Sleep                      | General Sternwood                    |
| 1978 | The Magic of Lassie                | Clovis Mitchell                      |
| 1980 | A Tale of Africa                   | Old Man                              |
| 1991 | An American Tail: Fievel Goes West | Wylie Burp (voce)                    |